# 乐山堂
27°05′58.6″N 119°54′49.4″E / 27.099611°N 119.913722°E

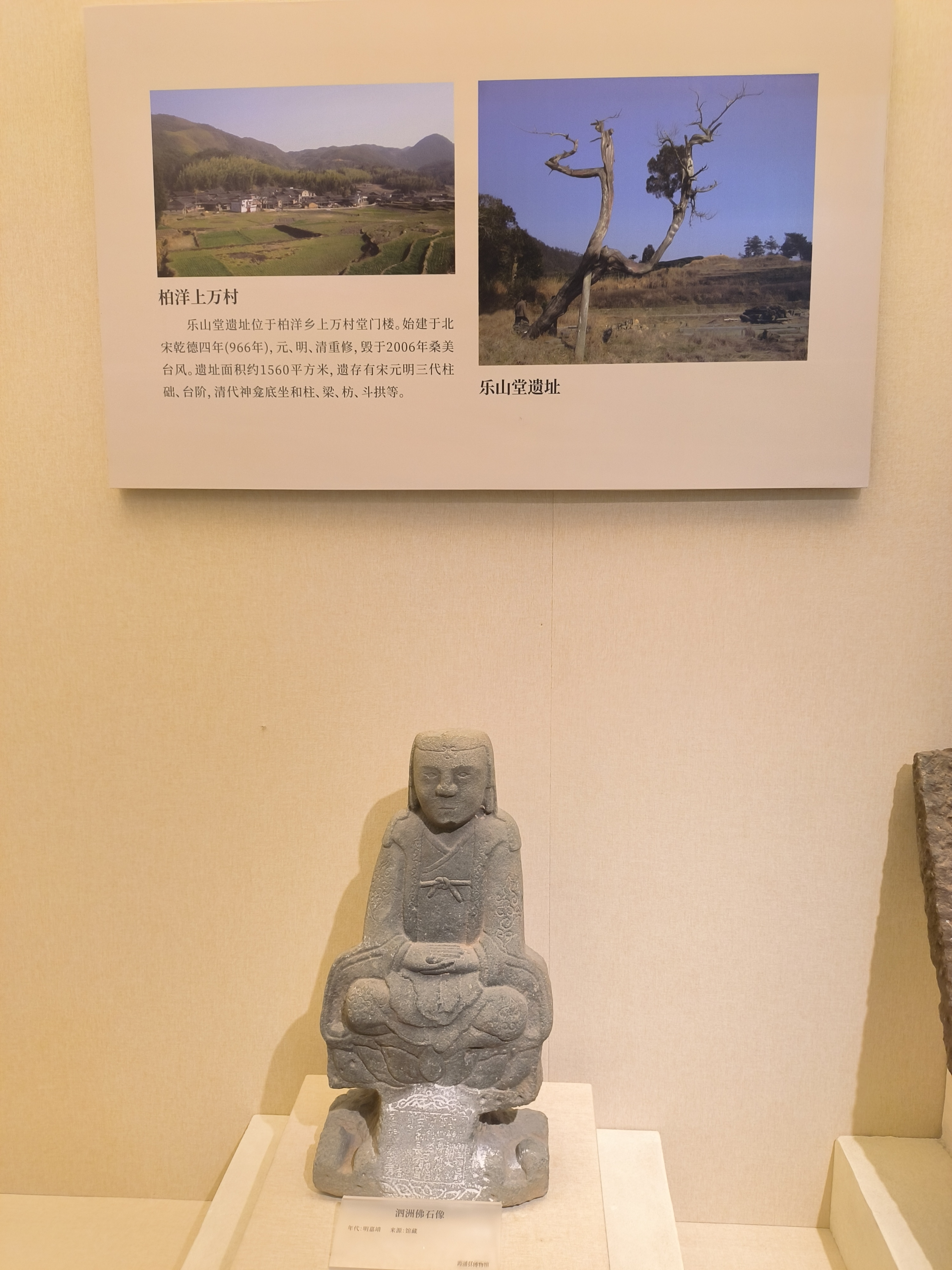
霞浦县博物馆中展出的乐山堂遗址照片

乐山堂，俗称盖竹堂，旧称龙首寺，位于中国福建省宁德市霞浦县柏洋乡塔后村上万自然村，由福建明教（摩尼教）教徒孙绵于北宋乾德四年（966年）建立，是福建境内最早兴建的摩尼教建筑，一千多年来都是柏洋地区的摩尼教重要活动场所，直至2006年毁于桑美台风。

## 名称
乐山堂最初建立时，被称作“龙首寺”，元代时改称“乐山堂”。最开始，乐山一词的命名由来被认为是取自《论语·壅也》当中的“智者乐水，仁者乐山”一句。后另有说法认为，乐山一词源自中古波斯语（或），意为“光明”，与摩尼教崇尚光明的教义相呼应。此外，由于该建筑的性质更可能是教徒活动用的斋堂，而非修道用的寺院（见“建筑风格与性质”章节），故将“寺”更名为“堂”的原因很可能为此。

## 历史沿革
据民国21年（1932年）纂修的《民国孙氏宗谱》的明确记载，禅洋村（今又称神洋村，隶属于柏洋乡）人孙绵在北宋乾德四年（966年）购置此地，并着手修建龙首寺，成为首任寺主。天圣五年（1027年），上万村人林瞪在龙首寺皈依明教，后成为当地的明教传教宗师、龙首寺第二代寺主，龙首寺在林瞪的主持下，影响力大大扩增。林瞪之后的寺主则是他的嫡传弟子陈平山。
元朝时期，龙首寺改名为乐山堂，明清时期，乐山堂曾两次重修。中华人民共和国成立初期，据当地老人回忆，乐山堂尚有几处院落。文化大革命初，乐山堂被拆毁，后简单地进行了修缮，搭起了棚式建筑，用于存放村民的农具和临时避雨。2006年，乐山堂毁于超强台风桑美，目前仅残存柱础、台阶、神龛底座等遗址。

## 建筑风格与性质
由于年代久远、缺乏文字记录，乐山堂的原貌已无从得知。乐山堂遗址占地约1560平方米，从文革末期搭建的简易建筑照片来看，乐山堂依靠立柱支撑，四面并无墙壁。如果这种修筑方式与原建筑相同，那么乐山堂并不适合修行；且乐山堂修建在信徒易为集中的村口，而非适合僧侣修行的偏僻地带，表明乐山堂并不具备寺院的一般特征，而更符合斋堂的特征。这也是龙首寺更名为乐山堂的可能原因之一。

## 相关活动
每年的中元节（农历七月十五），上万村的摩尼教信徒会集合在乐山堂举行超度亡人的仪式。这种超度亡灵的理念与崇尚光明的摩尼教教义相左，说明霞浦摩尼教为了在当地大众化、存续至今，已然融合进了一些类似这样超度亡灵的、能慰藉民众的独特内容。